# Sursă deschisă
Sursa deschisă este codul sursă care este disponibil gratuit pentru posibile modificări și redistribuire. Produsele includ permisiunea de a utiliza codul sursă,  documente de proiectare,  sau conținutul produsului. Modelul sursei deschise este un model de dezvoltare software descentralizat care încurajează colaborarea deschisă .   Un principiu principal al dezvoltării de software cu sursă deschisă este producția de la egal la egal, cu produse precum codul sursă, planurile și documentația disponibile gratuit pentru public. Mișcarea open source în software a început ca un răspuns la limitările codului proprietar . Modelul este utilizat pentru proiecte precum tehnologia corespunzătoare cu sursă deschisă,  și descoperirea de medicamente cu sursă deschisă.  
Sursa deschisă promovează accesul universal printr-o licență open source sau gratuită la designul sau modelul unui produs și redistribuirea universală a acelui design sau model.   Înainte ca expresia sursă deschisă să fie adoptată pe scară largă, dezvoltatorii și producătorii au folosit o varietate de alți termeni. Sursă deschisă a câștigat putere odată cu ascensiunea Internetului.  Mișcarea software-ului open-source a apărut pentru a clarifica problemele legate de drepturile de autor, licențele, domeniul și consumatorii. 
În general, sursa deschisă se referă la un program de calculator în care codul sursă este disponibil publicului larg pentru utilizare sau modificare față de designul său original. Codul este eliberat conform termenilor unei licențe software . În funcție de termenii licenței, alții pot descărca, modifica și publica versiunea lor înapoi în comunitate. Multe instituții formale mari au apărut pentru a sprijini dezvoltarea mișcării sursă deschisă, inclusiv Apache Software Foundation, care sprijină proiecte comunitare, cum ar fi framework-ul open-source Apache Hadoop și serverul open-source HTTP Apache HTTP . 

## Colaborare deschisă
Modelul sursei deschise pentru dezvoltarea de software a inspirat utilizarea termenului pentru a se referi la alte forme de colaborare deschisă, cum ar fi forumurile de pe Internet,  listele de corespondență  și comunitățile online .  Colaborarea deschisă este, de asemenea, considerată a fi principiul de funcționare care subliniază o gamă de proiecte diverse, inclusiv TEDx și Wikipedia. 
Colaborarea deschisă este principiul care stă la baza producției între egali, colaborării în masă și wikinomics .  A fost observat inițial în software-ul sursă deschisă, dar poate fi găsit și în multe alte cazuri, cum ar fi în forumuri de pe Internet,  liste de corespondență,  comunități de internet,  și multe cazuri de conținut deschis, cum ar fi Creative Commons . De asemenea, explică unele cazuri de crowdsourcing, consum colaborativ și inovare deschisă . 
Riehle et al. definesc colaborarea deschisă ca colaborare bazată pe trei principii de egalitarism, meritocrație și auto-organizare .  Levine și Prietula definesc colaborarea deschisă ca fiind „orice sistem de inovare sau producție care se bazează pe participanți orientați spre obiective, dar slab coordonați, care interacționează pentru a crea un produs (sau serviciu) de valoare economică, pe care îl pun la dispoziție atât contributorilor, cât și necontribuitorilor”.  Această definiție surprinde mai multe instanțe, toate unite prin principii similare. De exemplu, toate elementele – bunuri de valoare economică, acces deschis pentru a contribui și a consuma, interacțiune și schimb, muncă intenționată, dar slab coordonată – sunt prezente într-un proiect de software open-source, în Wikipedia sau într-un forum sau comunitate de utilizatori. . Ele pot fi prezente și pe un site web comercial care se bazează pe conținut generat de utilizatori . În toate aceste cazuri de colaborare deschisă, oricine poate contribui și oricine poate lua parte în mod liber la fructele împărtășirii, care sunt produse de participanții care interacționează și sunt slab coordonați.
O conferință anuală dedicată cercetării și practicii colaborării deschise este Simpozionul internațional despre Wikis și Colaborare Deschisă (OpenSym, anterior WikiSym).  Conform site-ului său web, grupul definește colaborarea deschisă drept „colaborare care este egalitară (toată lumea se poate alătura, nu există bariere principiale sau artificiale în calea participării), meritocratică (deciziile și statutul sunt mai degrabă bazate pe merit decât impuse) și auto-organizată (procesele se adaptează la oameni, mai degrabă decât oamenii se adaptează la procese predefinite)." 

## Wikipedia - model de aplicație „cu sursă deschisă”
Wikipedia este un exemplu tipic de aplicație a principiului „cu sursă deschisă”, prin faptul că permite accesul oricui să contribuie la elaborarea sau îmbunătățirea produsului final, care este enciclopedia. Mai mult decât atât, acoperind o gamă deosebit de largă de preocupări și nefiind limitată la o anumită specialitate, Wikipedia se adresează unui număr mult mai larg de utilizatori decât orice altă aplicație "open source" și poate atrage un număr mult mai mare de contributori decât alte aplicații. În plus, adresându-se unui public extrem de larg, Wikipedia mai mult decât orice altă aplicație poate permite unor nespecialiști să înțeleagă ce este și cum se aplică conceptul „sursei deschise”.

## Programe (software) cu sursă deschisă
Conceptul „sursei deschise” este aplicat, cel mai des, la scrierea și distribuirea de software. 
.

## Hardware cu sursă deschisă
Conceptul „sursei deschise” poate fi aplicat și la dispozitive hardware.